# Draft NBA 1988
Il Draft NBA 1988 si è svolto il 28 giugno 1988 a New York. I turni di scelta furono ridotti da sette a tre. Questo draft introdusse in NBA pochi talenti, con le eccezioni di Steve Kerr (vincitore, al 31 marzo 2023, di 9 titoli NBA, di cui 4 da allenatore dei Golden State Warriors), Richmond, Majerle, Manning e Mason, quest'ultimo scelto addirittura al 3º giro.

## Giocatori scelti al 1º giro
|  | = All-Star     |
|  | = Hall of Fame |

| Scelta | Giocatore            | Nazionalità         | Squadra NBA                                  | Scuola/ex squadra    |
| ------ | -------------------- | ------------------- | -------------------------------------------- | -------------------- |
| 1      | Danny Manning (F)    | Stati Uniti         | Los Angeles Clippers                         | Kansas               |
| 2      | Rik Smits (C)        | Paesi Bassi         | Indiana Pacers                               | Marist               |
| 3      | Charles Smith (F)    | Stati Uniti         | Philadelphia 76ers                           | Pittsburgh           |
| 4      | Chris Morris (F)     | Stati Uniti         | New Jersey Nets                              | Auburn               |
| 5      | Mitch Richmond (G)   | Stati Uniti         | Golden State Warriors                        | Kansas State         |
| 6      | Hersey Hawkins (G)   | Stati Uniti         | Los Angeles Clippers (da Sacramento)         | Bradley              |
| 7      | Tim Perry (F)        | Stati Uniti         | Phoenix Suns                                 | Temple               |
| 8      | Rex Chapman (G)      | Stati Uniti         | Charlotte Hornets                            | Kentucky             |
| 9      | Rony Seikaly (C)     | Libano/ Stati Uniti | Miami Heat                                   | Syracuse             |
| 10     | Willie Anderson (G)  | Stati Uniti         | San Antonio Spurs                            | Georgia              |
| 11     | Will Perdue (C)      | Stati Uniti         | Chicago Bulls (da New York)                  | Vanderbilt           |
| 12     | Harvey Grant (F)     | Stati Uniti         | Washington Bullets                           | Oklahoma             |
| 13     | Jeff Grayer (G)      | Stati Uniti         | Milwaukee Bucks                              | Iowa State           |
| 14     | Dan Majerle (F)      | Stati Uniti         | Phoenix Suns (da Cleveland)                  | Central Michigan     |
| 15     | Gary Grant (G)       | Stati Uniti         | Seattle SuperSonics                          | Michigan             |
| 16     | Derrick Chievous (G) | Stati Uniti         | Houston Rockets                              | Missouri             |
| 17     | Eric Leckner (C)     | Stati Uniti         | Utah Jazz                                    | Wyoming              |
| 18     | Ricky Berry (F)      | Stati Uniti         | Sacramento Kings                             | San Jose State       |
| 19     | Rod Strickland (G)   | Stati Uniti         | New York Knicks (da Chicago)                 | DePaul               |
| 20     | Kevin Edwards (G)    | Stati Uniti         | Miami Heat (da Dallas)                       | DePaul               |
| 21     | Mark Bryant (F)      | Stati Uniti         | Portland Trail Blazers                       | Seton Hall           |
| 22     | Randolph Keys (F)    | Stati Uniti         | Cleveland Cavaliers (da Detroit via Phoenix) | Southern Mississippi |
| 23     | Jerome Lane (F)      | Stati Uniti         | Denver Nuggets                               | Pittsburgh           |
| 24     | Brian Shaw (G)       | Stati Uniti         | Boston Celtics                               | UC Santa Barbara     |
| 25     | David Rivers (G)     | Stati Uniti         | Los Angeles Lakers                           | Notre Dame           |

## Giocatori scelti al 2º giro
| Scelta | Giocatore                 | Nazionalità     | Squadra NBA                 | Scuola/ex squadra    |
| ------ | ------------------------- | --------------- | --------------------------- | -------------------- |
| 26     | Rolando Ferreira (C)      | Brasile         | Portland Trail Blazers      | Houston              |
| 27     | Shelton Jones (F)         | Stati Uniti     | San Antonio Spurs           | St. John's           |
| 28     | Andrew Lang (C)           | Stati Uniti     | Phoenix Suns                | Arkansas             |
| 29     | Vinny Del Negro (G)       | Stati Uniti     | Sacramento Kings            | North Carolina State |
| 30     | Fennis Dembo (F)          | Stati Uniti     | Detroit Pistons             | Wyoming              |
| 31     | Everette Stephens (G)     | Stati Uniti     | Philadelphia 76ers          | Purdue               |
| 32     | Charles Shackleford (F/C) | Stati Uniti     | New Jersey Nets             | North Carolina State |
| 33     | Grant Long (F)            | Stati Uniti     | Miami Heat                  | Eastern Michigan     |
| 34     | Tom Tolbert (F/C)         | Stati Uniti     | Charlotte Hornets           | Arizona              |
| 35     | Sylvester Gray (F)        | Stati Uniti     | Miami Heat                  | Memphis State        |
| 36     | Ledell Eackles (G/F)      | Stati Uniti     | Washington Bullets          | New Orleans          |
| 37     | Greg Butler (C)           | Stati Uniti     | New York Knicks             | Stanford             |
| 38     | Dean Garrett (C)          | Stati Uniti     | Phoenix Suns (da Cleveland) | Indiana              |
| 39     | Tito Horford (C)          | Rep. Dominicana | Milwaukee Bucks             | Miami (Florida)      |
| 40     | Orlando Graham (F)        | Stati Uniti     | Miami Heat                  | Auburn-Montgomery    |
| 41     | Keith Smart (G)           | Stati Uniti     | Golden State Warriors       | Indiana              |
| 42     | Jeff Moe (G)              | Stati Uniti     | Utah Jazz                   | Iowa                 |
| 43     | Todd Mitchell (F)         | Stati Uniti     | Denver Nuggets              | Purdue               |
| 44     | Anthony Taylor (G)        | Stati Uniti     | Atlanta Hawks               | Oregon               |
| 45     | Tom Garrick (G)           | Stati Uniti     | Los Angeles Clippers        | Rhode Island         |
| 46     | Morlon Wiley (G)          | Stati Uniti     | Dallas Mavericks            | Long Beach State     |
| 47     | Vernon Maxwell (G)        | Stati Uniti     | Denver Nuggets              | Florida              |
| 48     | Micheal Williams (G)      | Stati Uniti     | Detroit Pistons             | Baylor               |
| 49     | José Vargas (C/F)         | Rep. Dominicana | Dallas Mavericks            | Louisiana State      |
| 50     | Steve Kerr (G)            | Stati Uniti     | Phoenix Suns                | Arizona              |

## Giocatori scelti al 3º giro
| Scelta | Giocatore               | Nazionalità | Squadra NBA            | Scuola/ex squadra                         |
| ------ | ----------------------- | ----------- | ---------------------- | ----------------------------------------- |
| 51     | Rob Lock (F)            | Stati Uniti | Los Angeles Clippers   | Kentucky                                  |
| 52     | Derrek Hamilton (F)     | Stati Uniti | New Jersey Nets        | Southern Mississippi                      |
| 53     | Anthony Mason (F)       | Stati Uniti | Portland Trail Blazers | Tennessee State                           |
| 54     | Jorge González (C)      | Argentina   | Atlanta Hawks          | Sport Club de Cañada de Gómez (Argentina) |
| 55     | Rodney Johns (G)        | Stati Uniti | Phoenix Suns           | Grand Canyon                              |
| 56     | Barry Sumpter (F/C)     | Stati Uniti | San Antonio Spurs      | Austin Peay                               |
| 57     | Hernán Montenegro (F/C) | Argentina   | Philadelphia 76ers     | Louisiana State                           |
| 58     | Jeff Moore (F)          | Stati Uniti | Charlotte Hornets      | Auburn                                    |
| 59     | Nate Johnston (F)       | Stati Uniti | New York Knicks        | Tampa                                     |
| 60     | Ed Davender (G)         | Stati Uniti | Washington Bullets     | Kentucky                                  |
| 61     | Herbert Crook (F/G)     | Stati Uniti | Indiana Pacers         | Louisville                                |
| 62     | Derrick Lewis (F)       | Stati Uniti | Chicago Bulls          | Maryland                                  |
| 63     | Mike Jones (F)          | Stati Uniti | Milwaukee Bucks        | Auburn                                    |
| 64     | Winston Bennett (F)     | Stati Uniti | Cleveland Cavaliers    | Kentucky                                  |
| 65     | Corey Gaines (G)        | Stati Uniti | Seattle SuperSonics    | Loyola Marymount                          |
| 66     | Dwight Boyd (G)         | Stati Uniti | Denver Nuggets         | Memphis State                             |
| 67     | Ricky Grace (G)         | Stati Uniti | Utah Jazz              | Oklahoma                                  |
| 68     | Darryl Middleton (F)    | Stati Uniti | Atlanta Hawks          | Baylor                                    |
| 69     | Phil Stinnie (F)        | Stati Uniti | New York Knicks        | Virginia Commonwealth                     |
| 70     | Jerry Johnson (G)       | Stati Uniti | Dallas Mavericks       | Florida Southern                          |
| 71     | Craig Neal (G)          | Stati Uniti | Portland Trail Blazers | Georgia Tech                              |
| 72     | Lee Johnson (PF)        | Stati Uniti | Detroit Pistons        | Norfolk State                             |
| 73     | Michael Anderson (G)    | Stati Uniti | Indiana Pacers         | Drexel                                    |
| 74     | Gerald Paddio (F/G)     | Stati Uniti | Boston Celtics         | UNLV                                      |
| 75     | Archie Marshall (F)     | Stati Uniti | San Antonio Spurs      | Kansas                                    |

## Giocatori non scelti premiati dalla NBA
| Giocatore   | Ruolo | Nazionalità | Provenienza |
| ----------- | ----- | ----------- | ----------- |
| John Starks | G     | Stati Uniti | OSU Cowboys |